# Sciuridae
Gli Sciuridi (Sciuridae Fischer de Waldheim, 1817) sono una numerosa famiglia di roditori di piccole-medie dimensioni. Sono fra i mammiferi più diffusi e si trovano in ogni continente tranne in Australia e in Antartide. Poiché sono relativamente poco specializzati, gli Sciuridi sono stati in grado di evolvere una grande varietà di forme corporee e di abitudini che li rendono adatti a vivere in una grande varietà di habitat, dalle lussureggianti foreste pluviali tropicali alle alture rocciose dei deserti semiaridi, dalle praterie aperte ai giardini cittadini. Questa prospera famiglia comprende forme molto variabili come le marmotte terricole e scavatrici di tane sotterranee; gli scoiattoli terricoli, i cani della prateria e i tamia; gli scoiattoli diurni e arboricoli; i notturni scoiattoli volanti.

## Descrizione

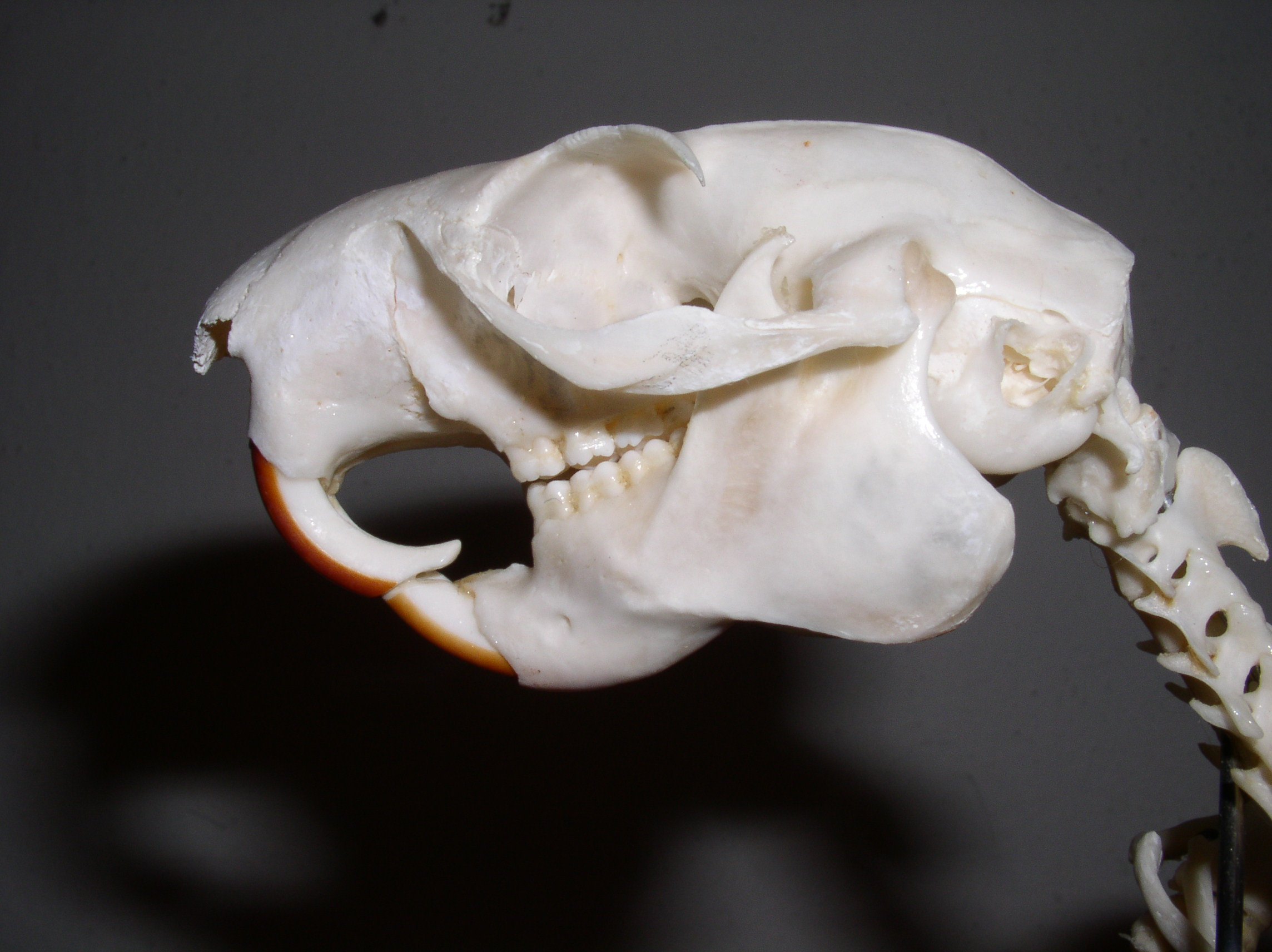
Cranio di scoiattolo gigante orientale (genere Ratufa). Da notare la forma della regione zigomatica anteriore, tipica degli Sciuromorfi.

Gli Sciuridi variano in dimensione dal piccolo e arboricolo scoiattolo pigmeo africano, simile a un topo, alle robuste marmotte della taglia di un gatto. Tipicamente gli scoiattoli hanno un corpo lungo e cilindrico con una folta coda corta o lunga. La maggior parte degli Sciuridi ha un pelo sottile e soffice e in alcune specie il manto è molto spesso e apprezzato dall'uomo come pelliccia. Molte specie mutano due volte l'anno e spesso sfoggiano un manto estivo di colore più chiaro. Maschio, femmina e giovane sono di aspetto simile, ma anche tra le specie vi può essere una considerevole variazione di colore come, per esempio, negli scoiattoli di Finlayson dove alcune popolazioni sono bianche, altre nere, altre rosse, altre una combinazione di questi colori.
Gli Sciuridi solitamente hanno grandi occhi e gli scoiattoli arboricoli e volanti hanno grandi orecchie. Alcune specie, per esempio lo scoiattolo comune e lo scoiattolo di Abert, hanno evidenti ciuffetti auricolari. Essi hanno la consueta dentatura dei Roditori, vale a dire un solo paio di incisivi a forma di cesello per ogni emiarcata e un largo diastema davanti ai premolari, poiché i canini sono assenti. Gli incisivi crescono continuamente e si consumano con l'uso; i denti guanciali sono provvisti di radici e hanno le superfici masticatorie abrasive. La mascella inferiore è molto mobile e in alcuni generi, come nei tamia e nel genere Spermophilus, sono presenti tasche guanciali che vengono impiegate per trasportare il cibo.
Gli Sciuridi hanno vista acuta e un ampio angolo visivo, ma la capacità degli scoiattoli volanti di vedere i colori è scarsa.
Negli scoiattoli comuni, nelle marmotte e nei cani della prateria l'intera retina ha la sensibilità che la maggioranza dei Mammiferi presenta solo in una piccola area (la fovea). Molte specie hanno anche un ben sviluppato senso del tatto, particolarmente grazie alle setole sensibili (vibrisse) sulla testa e sulle zampe.
Gli Sciuridi hanno arti anteriori corti, con un piccolo pollice e quattro dita sulla zampa anteriore, e arti posteriori più lunghi, con quattro (marmotta monax) o cinque dita sulla zampa posteriore (scoiattoli arboricoli). Sebbene il «pollice» sia solitamente poco sviluppato può avere artigli molto lunghi (cani della prateria) o unghie piatte (marmotte): tutte le altre dita hanno artigli affilati. Le piante delle zampe hanno cuscinetti soffici; negli scoiattoli terricoli con artigli lunghi, viventi nel deserto, queste sono coperte di peli che agiscono da isolanti permettendo all'animale di spostarsi sulla sabbia bollente. Questi Sciuridi hanno anche frange di peli duri sul lato esterno delle zampe posteriori per spostare la sabbia soffice quando si rintanano. Gli Sciuridi terrestri che nidificano e si rifugiano in tane sotterranee hanno arti potenti e grandi artigli per scavare.

## Biologia

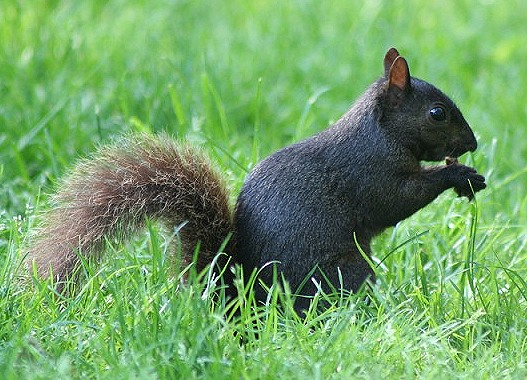
Alcune specie di scoiattoli presentano fasi melaniche. In gran parte degli Stati Uniti e del Canada, lo Sciuride più comune nelle aree urbane è la forma melanica dello scoiattolo grigio orientale.

Gli Sciuridi si riproducono una o due volte l'anno, partorendo un numero variabile di piccoli dopo tre-sei settimane, a seconda della specie. Alla nascita i piccoli sono nudi, privi di denti e ciechi. Nella maggior parte degli Sciuridi, solo la femmina si prende cura della prole, che viene svezzata a circa sei-dieci settimane e diviene sessualmente matura al termine del primo anno di vita. Generalmente le specie terricole sono animali sociali che vivono spesso in colonie ben sviluppate, ma le specie arboricole sono più solitarie.
Gli scoiattoli terricoli e arboricoli sono tipicamente diurni, mentre gli scoiattoli volanti tendono a essere notturni - a eccezione delle madri con i piccoli durante il periodo dell'allattamento, che hanno dei periodi di attività diurna durante l'estate.

### Alimentazione

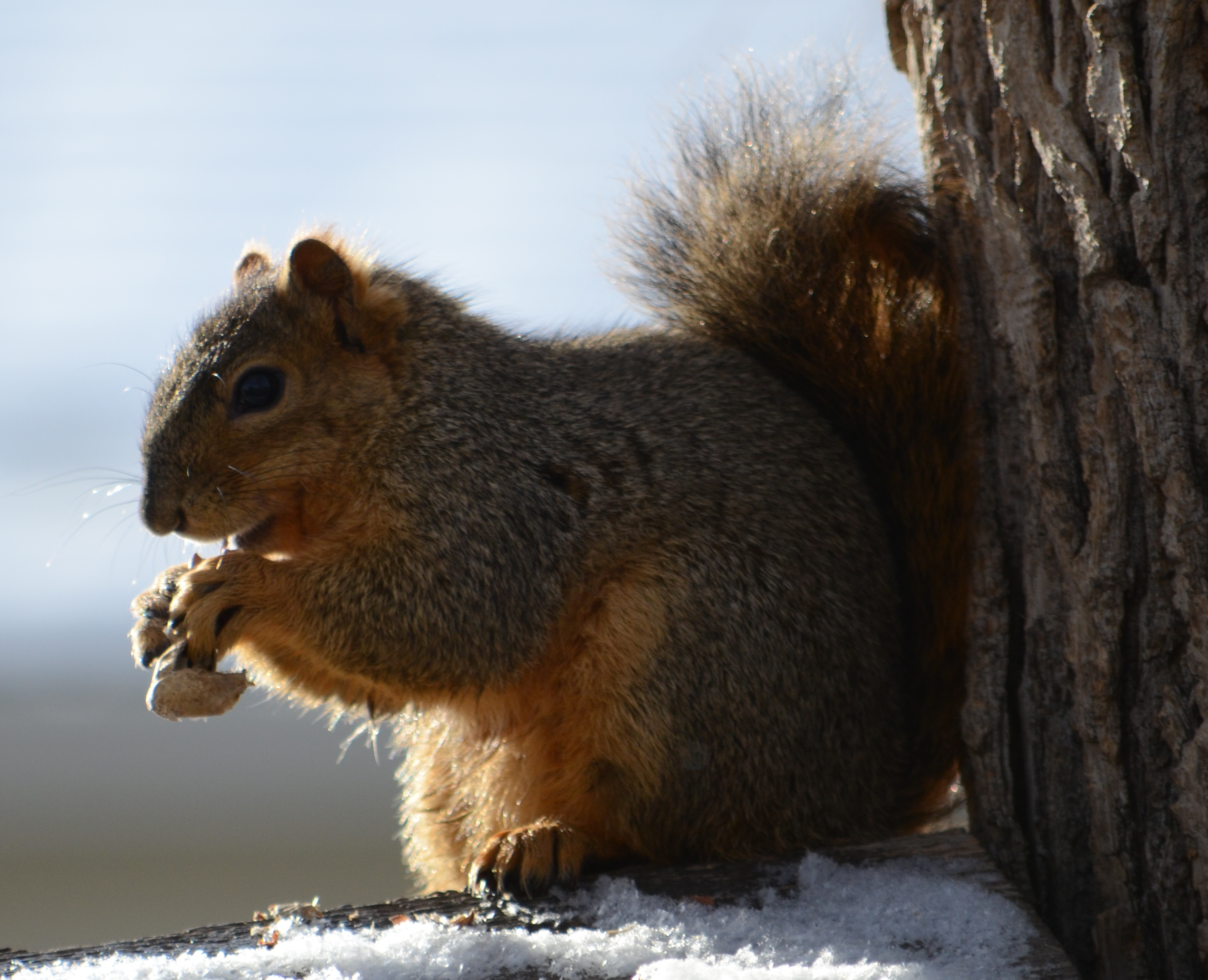
Scoiattolo che mangia un'arachide.

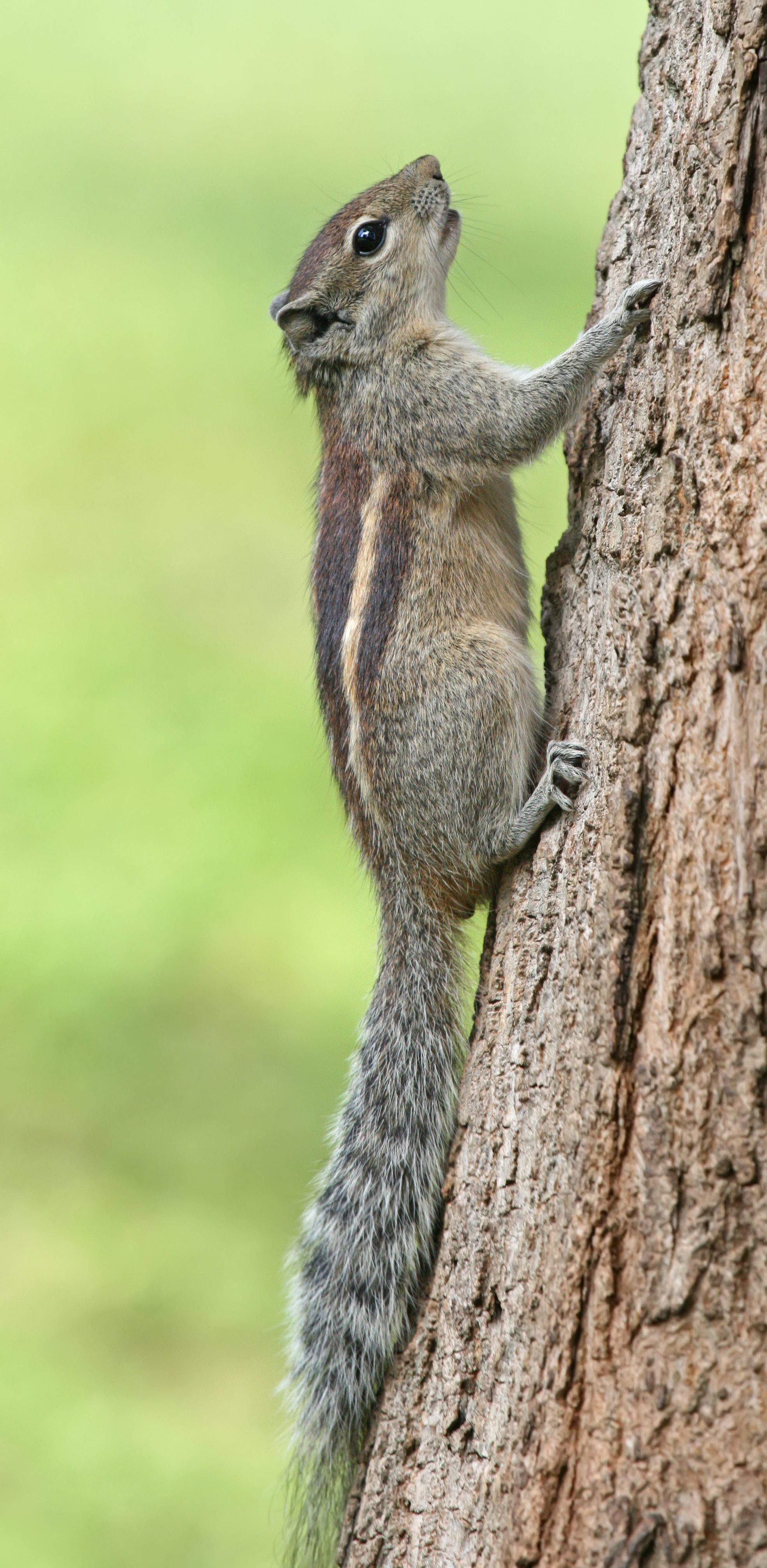
Lo scoiattolo delle palme indiano è lo scoiattolo più comune dell'India.

Gli Sciuridi non sono in grado di digerire la cellulosa, e quindi devono ripiegare su alimenti ricchi di proteine, carboidrati e grassi. Nelle regioni temperate, l'inizio della primavera è il periodo più duro dell'anno per gli scoiattoli, poiché le noci seppellite iniziano a germogliare e non può più essere fatto affidamento su di esse, e le nuove fonti di cibo non sono ancora a disposizione. Durante questo periodo, gli scoiattoli ripiegano molto sulle gemme degli alberi. La dieta degli Sciuridi consiste prevalentemente di una grande varietà di sostanze vegetali, come noci, semi, strobili, frutti, funghi e vegetazione verde. Tuttavia alcuni scoiattoli consumano anche carne, specialmente quando sono molto affamati. È risaputo che mangino insetti, uova, piccoli uccelli, giovani serpenti e roditori più piccoli. Infatti, la dieta di alcune specie tropicali è costituita quasi interamente di insetti.
Un comportamento predatorio è stato osservato in varie specie di scoiattoli terricoli, in particolare nello scoiattolo terricolo a tredici linee. Ad esempio, Bailey, uno scienziato degli anni '20, osservò un esemplare di questa specie mentre catturava un giovane pollo. Wistrand ne vide un altro divorare un serpente ucciso di recente. Whitaker esaminò il contenuto stomacale di 139 scoiattoli terricoli a tredici linee e trovò carne di uccello in quattro degli esemplari esaminati e i resti di un toporagno a coda corta in un altro; Bradley, esaminando lo stomaco di 609 scoiattoli antilope dalla coda bianca, trovò in almeno il 10% di essi resti di qualche vertebrato, per lo più lucertole e roditori. Morgart osservò uno di questi animali catturare e uccidere un topo dalle tasche sericeo.

## Tassonomia

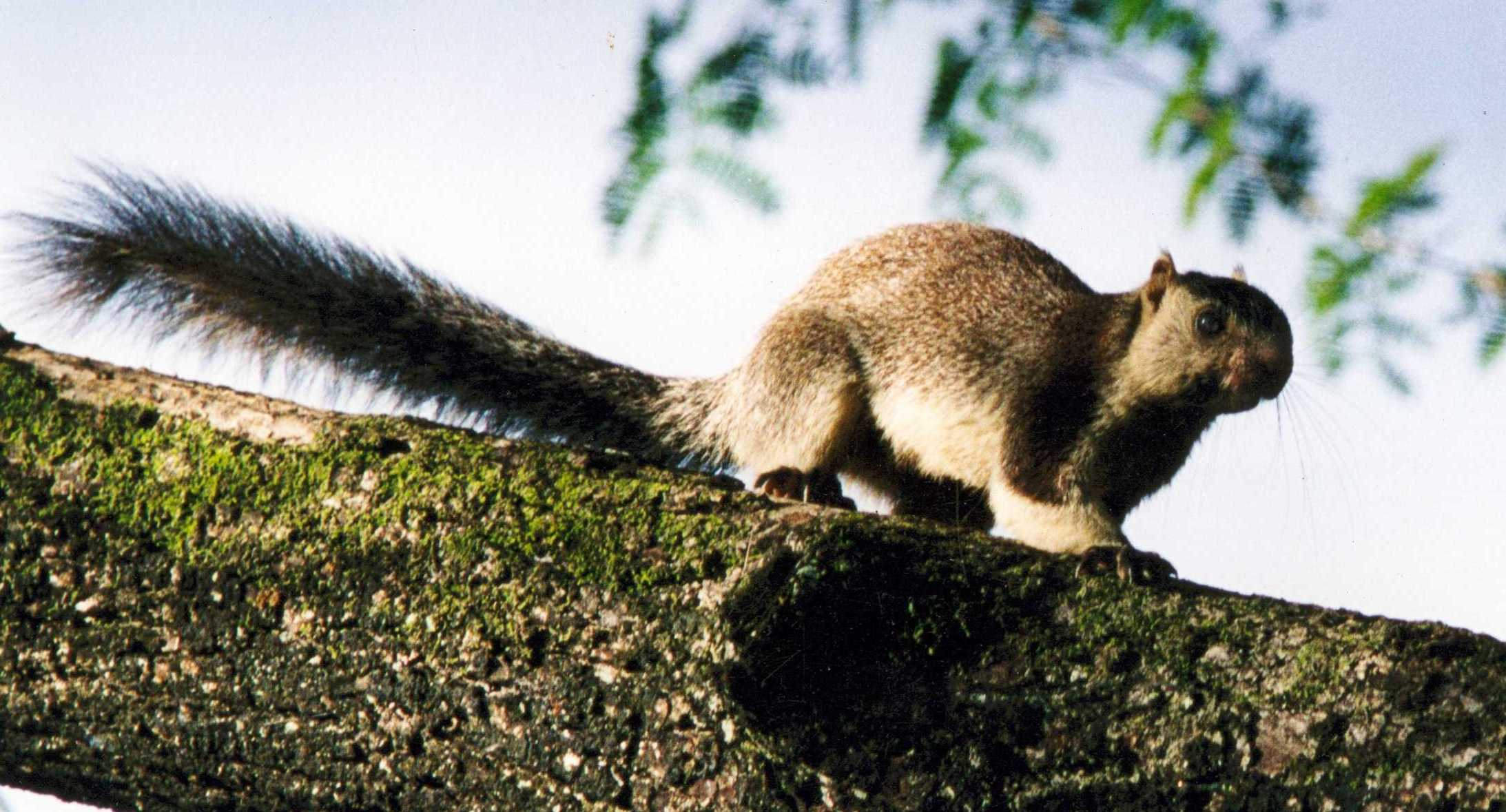
Scoiattolo gigante dello Sri Lanka (Ratufa macroura), sottofamiglia dei Ratufini.
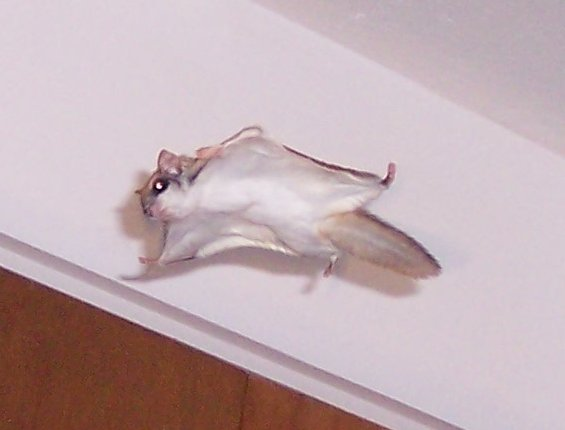
Glaucomio del sud (Glaucomys volans), tribù degli Pteromyini.
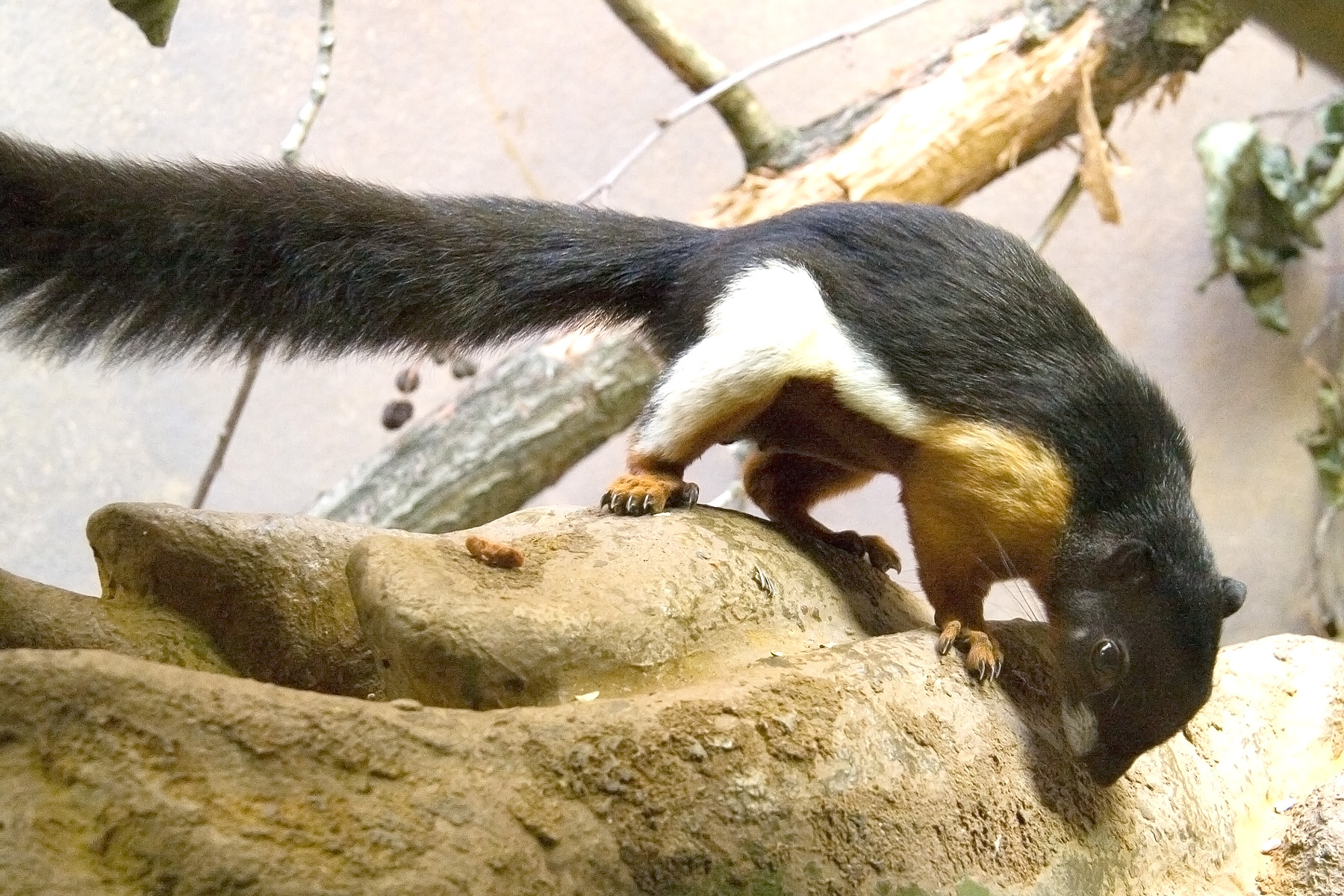
Scoiattolo di Prevost (Callosciurus prevostii), sottofamiglia dei Callosciurini.
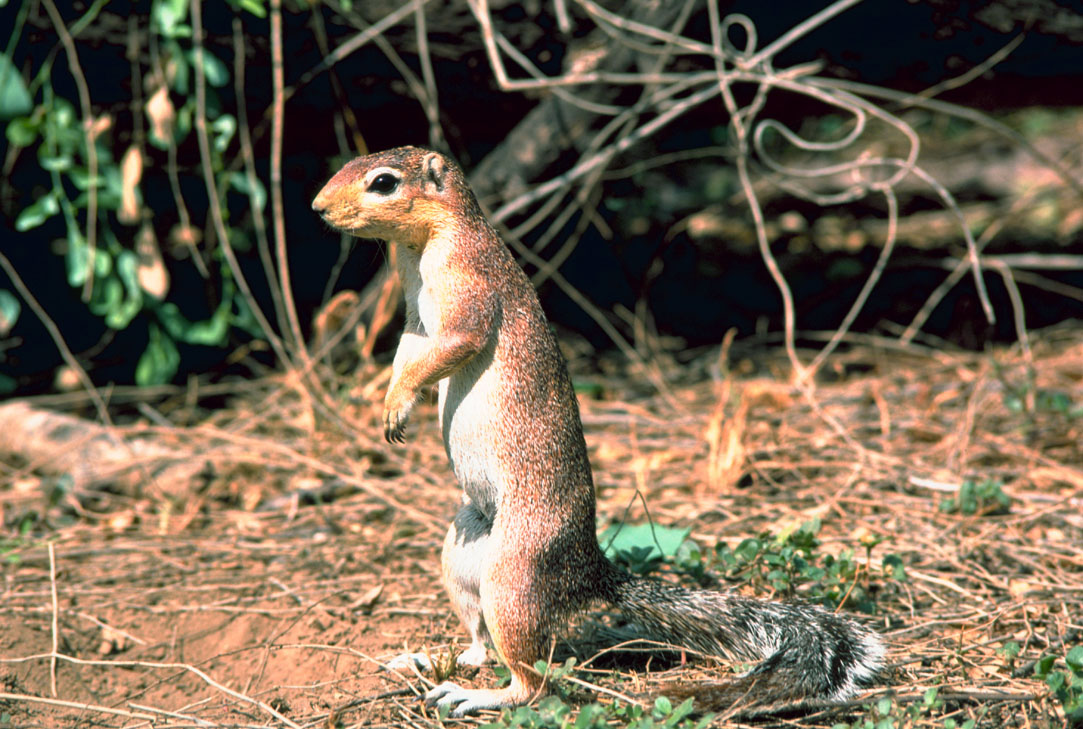
Scoiattolo terricolo uniforme (Xerus rutilus), tribù degli Xerini.
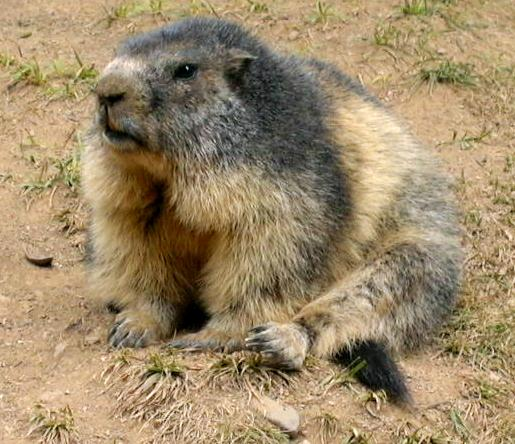
Marmotta delle Alpi (Marmota marmota), tribù dei Marmotini.

Gli Sciuridi moderni vengono suddivisi in cinque sottofamiglie, con 41 generi e 279 specie. Lo Sciuride fossile più antico, Hesperopetes, risale al Cadroniano (Eocene superiore, circa 40–35 milioni di anni fa) ed è simile agli attuali scoiattoli volanti.
Tra l'Eocene superiore e il Miocene si evolvette una grande varietà di Sciuridi che non può essere assegnata con certezza a nessuna stirpe attuale. Almeno alcune di queste erano probabilmente varianti dei più antichi «proto-Sciuridi» basali (nel senso che erano privi di alcune delle autapomorfie presenti negli Sciuridi attuali), come Palaeosciurus. La distribuzione e la diversità di alcune forme antiche e ancestrali lascia ipotizzare che gli Sciuridi siano un gruppo che ebbe origine in Nordamerica.
Tranne che per queste forme fossili, talvolta poco conosciute, la filogenesi degli Sciuridi moderni è abbastanza lineare. Essi sono suddivisi in tre stirpi principali, una delle quali è costituita dai Ratufini (Ratufinae; scoiattoli giganti orientali). A essi appartengono poche specie diffuse nell'Asia tropicale. Lo scoiattolo pigmeo neotropicale del Sudamerica tropicale è l'unico membro attuale degli Sciurillini (Sciurillinae). La terza stirpe è di gran lunga più numerosa e comprende tutte le altre sottofamiglie; ha distribuzione quasi cosmopolita. Tutto questo supporta l'ipotesi che l'antenato comune di tutti gli Sciuridi fossili e moderni sia vissuto in Nordamerica, dal momento che queste tre più antiche stirpi sembrano essersi radiate da tale area; se gli Sciuridi si fossero originati in Eurasia, ad esempio, ci si aspetterebbe delle stirpi piuttosto antiche in Africa, ma gli Sciuridi africani sembrano avere un'origine più recente.
Anche il gruppo principale degli Sciuridi può a sua volta essere suddiviso in tre sottogruppi, corrispondenti alle sottofamiglie rimanenti. Gli Sciurini (Sciurinae) comprendono gli scoiattoli volanti (Pteromyini) e gli Sciurini, ai quali tra gli altri appartengono gli scoiattoli arboricoli americani; i primi sono stati spesso considerati in passato come una sottofamiglia separata, ma oggi vengono visti come una tribù degli Sciurini. Gli scoiattoli dei pini (Tamiasciurus), dall'altro lato, vengono di solito classificati nella stirpe principale degli scoiattoli arboricoli, ma sembrano essere tanto distinti da essa quanto gli scoiattoli volanti; per questo vengono talvolta considerati come una tribù a parte, i Tamiasciurini.
Due delle tre sottofamiglie sono all'incirca delle stesse dimensioni, contenendo circa 70 e 80 specie l'una; la terza è grande quasi il doppio. Gli Sciurini comprendono gli scoiattoli arboricoli, in prevalenza originari delle Americhe, con un numero minore di specie in Eurasia. I Callosciurini (Callosciurinae) raggiungono il massimo della diversità nell'Asia tropicale e comprendono scoiattoli anch'essi arboricoli, ma che hanno una forma notevolmente differente e un aspetto più «elegante», spesso accentuato da una pelliccia molto colorata. Gli Xerini (Xerinae) - la sottofamiglia più numerosa - sono costituiti perlopiù da forme terricole e comprendono, tra gli altri, le grandi marmotte e i famosi cani della prateria, così come gli scoiattoli arboricoli dell'Africa; essi tendono a essere più gregari degli altri Sciuridi, solitamente di abitudini meno sociali.
- Sottofamiglia Ratufinae (1 genere con 4 specie).
- Sottofamiglia Sciurillinae (1 genere con 1 specie).
- Sottofamiglia Sciurinae:
  - Tribù Sciurini (5 generi con 37 specie);
  - Tribù Pteromyini (15 generi con 44 specie).
- Sottofamiglia Callosciurinae (14 generi con 64 specie).
- Sottofamiglia Xerinae:
  - Tribù Xerini (3 generi con 6 specie);
  - Tribù Protoxerini (6 generi con 30 specie);
  - Tribù Marmotini (6 generi con 93 specie).